# Молницька сільська рада
Мо́лницька сільська́ ра́да — адміністративно-територіальна одиниця та орган місцевого самоврядування в Герцаївському районі Чернівецької області. Адміністративний центр — село Молниця.

## Загальні відомості
- Населення ради: 1 813 особи (станом на 2001 рік)

## Населені пункти
Сільській раді підпорядковані населені пункти:
- с. Молниця

## Склад ради
Рада складається з 16 депутатів та голови.
- Голова ради: Маланка Михайло Михайлович
- Секретар ради: Аміхалакіоає Ганна Михайлівна

### Керівний склад попередніх скликань
| Прізвище, ім'я, по батькові | Основні відомості                                                             | Дата обрання | Дата звільнення |
| --------------------------- | ----------------------------------------------------------------------------- | ------------ | --------------- |
| Маланка Михайло Михайлович  | Сільський голова, 1958 року народження, освіта середня загальна, безпартійний | 26.03.2006   | 31.10.2010      |
| Маланка Михайло Михайлович  | Сільський голова, 1958 року народження, освіта середня загальна, безпартійний | 31.10.2010   |                 |

Примітка: таблиця складена за даними сайту Верховної Ради України

### Депутати
За результатами місцевих виборів 2010 року депутатами ради стали:

#### За суб'єктами висування
| Суб'єкт висування                 | Кількість обраних депутатів | %    |
| --------------------------------- | --------------------------- | ---- |
| Партія регіонів                   | 12                          | 75   |
| Самовисування                     | 3                           | 18,8 |
| Політична партія «Сильна Україна» | 1                           | 6,3  |

#### За округами
| № округу                          | Прізвище, ім'я, по батькові   | Дата визнання обраним | Освіта  | Партійна приналежність | Відомості про обраного депутата                                |
| --------------------------------- | ----------------------------- | --------------------- | ------- | ---------------------- | -------------------------------------------------------------- |
| Партія регіонів                   |                               |                       |         |                        |                                                                |
| 1                                 | Андрюк Ольга Олександрівна    | 05.11.2010            | середня | позапартійна           | Молницька сільська рада, землевпорядник                        |
| 2                                 | Сердяк Михайло Михайлович     | 05.11.2010            | середня | позапартійний          | Герцаївський РЕМ, майстер                                      |
| 4                                 | Винту Дмитро Михайлович       | 05.11.2010            | середня | позапартійний          | Молницька сільська рада, водій пожежної команди с. Молниця     |
| 6                                 | Гуцану Дмитро Дмитрович       | 05.11.2010            | вища    | позапартійний          | Молницька загальноосвітня школа, інструктор по спорту          |
| 7                                 | Алукі Дмитро Георгійович      | 05.11.2010            | середня | позапартійний          | Герцаївське державне спеціалізоване лісництво АПК, лісник      |
| 8                                 | Гончар Георгій Миколайович    | 05.11.2010            | середня | позапартійний          | приватний підприємець                                          |
| 9                                 | Аміхалакіоає Дмитро Петрович  | 05.11.2010            | середня | позапартійний          | приватний підприємець                                          |
| 10                                | Гафу Іван Іванович            | 05.11.2010            | середня | позапартійний          | приватний підприємець                                          |
| 12                                | Райляну Аурел Ілліч           | 05.11.2010            | середня | позапартійний          | Молницька сільська рада, начальник пожежної команди с. Молниця |
| 14                                | Винту Ірина Василівна         | 05.11.2010            | вища    | позапартійна           | Молницька сільська рада, головний бухгалтер                    |
| 15                                | Аміхалакіоає Ганна Михайлівна | 05.11.2010            | середня | позапартійна           | Молницька сільська рада, секретар                              |
| 16                                | Чукля Лукреція Дмитрівна      | 05.11.2010            | вища    | позапартійна           | Молницька загальноосвітня школа, вчитель                       |
| Політична партія «Сильна Україна» |                               |                       |         |                        |                                                                |
| 11                                | Матей Олександр Георгійович   | 05.11.2010            | вища    | позапартійний          | Юридична консультація м. Герца, юрист                          |
| Самовисування                     |                               |                       |         |                        |                                                                |
| 3                                 | Кожокару Ауріка Георгіївна    | 05.11.2010            | середня | позапартійна           | Молницька сільська рада, касир                                 |
| 5                                 | Гуцану Василь Миколайович     | 05.11.2010            | вища    | позапартійний          | ТОВ «Молницьке», директор                                      |
| 13                                | Алекса Марія Георгіївна       | 05.11.2010            | вища    | позапартійна           | Відділ освіти Герцаївської РДА, методист райметодкабінету      |